# Zarząd Transportu Miejskiego w Gdańsku
Zarząd Transportu Miejskiego w Gdańsku (ZTM) – jednostka pomocnicza samorządu Gdańska, zajmująca się organizacją i zarządzaniem pasażerskim zbiorowym transportem miejskim. Zarząd Transportu Miejskiego w Gdańsku jest jednostką budżetową Miasta Gdańska.

## Historia
Został powołany decyzją Rady Miasta Gdańska 17 lutego 2005. Do zadań jednostki należy organizacja przewozów o charakterze użyteczności publicznej w Gdańsku oraz na mocy porozumień – w gminach sąsiednich. Decyzja o powołaniu miała związek z panującymi w Polsce i na świecie tendencjami do rozdzielania funkcji organizacyjnych od przewozowych. Doświadczenia zbierane podczas wprowadzania takich rozwiązań dowiodły, że proces ten sprzyja poprawie funkcjonowania komunikacji miejskiej.
W 2006 r. ZTM rozpoczął organizowanie połączeń wodnych. Obecnie eksploatowane są trasy łączące Żabi Kruk w Gdańsku z Westerplatte oraz Targ Rybny z Górkami Zachodnimi.
ZTM jest organem zarządzającym Systemem Informacji Pasażerskiej w Gdańsku.
1 lipca 2018 w sieci ZTM wprowadzono bezpłatne przejazdy dla 64.000 dzieci szkolnych z Gdańska, co kosztować będzie miasto ok. 9 mln zł rocznie.

## Dyrektorzy[3]
- Włodzimierz Popiołek (od 1 maja 2005 do 5 stycznia 2009)[4]
- Alicja Kraska (od 5 stycznia 2009 do 30 kwietnia 2009, p.o.)[5]
- Jerzy Dobaczewski (od 1 maja 2009 do 31 marca 2019)[6][7]
- Sebastian Zomkowski (od 2 września 2019 do listopada 2023; od 1 kwietnia 2019 jako p.o.)[8]
- Wojciech Siółkowski (od listopada 2023 do września 2024, p.o.)[9]
- Łukasz Kłos (od września 2024, p.o.)[10]

## Zadania
W ramach organizowania transportu zbiorowego do zadań ZTM-u należy:
- prowadzenie badań rynku usług transportu zbiorowego w celu określania potrzeb transportowych mieszkańców
- planowanie sieci i układu linii w zakresie komunikacji miejskiej
- emitowanie biletów i ich dystrybucja
- opracowywanie rozkładów jazdy
- prowadzenie postępowań z zakresu zamówień publicznych na wykonywanie usług transportu zbiorowego
- kontrola nad świadczeniem usług przewozowych pod względem ich zgodności z warunkami umów
- promocja transportu publicznego.

## Inne kompetencje ZTM
- wydawaniem zezwoleń na wykonywanie przewozów pasażerskich i uzgadnianiem
- przygotowywaniem projektów uchwał Rady Miasta Gdańska do zawarcia porozumień międzygminnych w zakresie komunikacji publicznej
- uzgadnianiem zmian w funkcjonowaniu komunikacji miejskiej i projektów komunikacji zastępczej na czas prowadzenia remontów i inwestycji drogowych
- współpracą przy planowaniu inwestycji miejskich oraz rozwoju przestrzennego w zakresie infrastruktury transportu zbiorowego rozkładów jazdy na terenie Gdańska.

## Linie organizowane przez ZTM
Zarząd Transportu Miejskiego w Gdańsku w charakterze organizatora komunikacji miejskiej zarządza 86 liniami (11 tramwajowymi, 66 autobusowymi dziennymi i 10 autobusowymi nocnymi).